# Emil Trávníček
Emil Trávníček (25. května 1924 -  5. července 2009) byl český a československý politik Komunistické strany Československa a poslanec Sněmovny národů Federálního shromáždění za normalizace.

## Biografie
Narodil se 24.5.1924 v Ruprechtově na pomezí politických okresů Vyškov a Blansko. Během 2. světové války od roku 1943 totálně nasazen ve válečné výrobě v současném závodě TOS Kuřim. Po válce pracoval v Přerovských strojírnách na montážích cementáren v Indii. K roku 1971 a 1976 se profesně uvádí jko zámečník. Pracoval v podniku Zbrojovka Vyškov. od roku 1946 žil v obci v okrese Vyškov Pístovice.
Ve volbách roku 1971 zasedl do české části Sněmovny národů (volební obvod č. 59 - Vyškov, Jihomoravský kraj). Mandát obhájil ve volbách roku 1976 (obvod Vyškov-Hodonín). Ve FS setrval do konce funkčního období, tedy do voleb roku 1981.
Politicky se angažoval i po sametové revoluci. V komunálních volbách roku 1994 kandidoval jako důchodce neúspěšně za KSČM v obci Račice-Pístovice.